# Irma Truupõld
Irma Truupõld (bürgerlicher Name Johanna Pihlak, früher Johanna Wilhelmine Irmgard Treufeldt, * 16. Julijul. / 29. Juli 1903greg. in Tallinn; † 26. November 1980 in Tallinn) war eine estnische Lyrikerin und Kinderbuchautorin.

## Leben und Werk
Irma Truupõld machte 1924 ihr Abitur und studierte anschließend für eine kurze Zeit an der Staatlichen Kunstgewerbeschule. Danach war sie Angestellte in einer Zeitungsredaktion, wo sie unter anderem mit dem bekannten Kinderbuchautor Julius Oengo zusammenarbeitete. Ab 1932 lebte sie als freie Schriftstellerin in Tallinn.
Schon während ihrer Gymnasialzeit korrespondierte sie mit dem bekannten Dichter und Kinderbuchautor Friedrich Kuhlbars, und ihr Debüt erfolgte bereits 1923 in einer Zeitschrift. Mit ihren fantasiereichen Erzählungen aus dem Leben der Insekten wurde die Autorin schnell populär. Noch vor dem Zweiten Weltkrieg ist ein Buch von ihr in finnischer Übersetzung erschienen.
Nach dem Zweiten Weltkrieg wurde ihre Karriere im Zeichen des Stalinismus jedoch abrupt beendet. Ihr Mann wurde 1945 inhaftiert, und ihre Bücher wurden als ideologisch falsch verrissen, so dass sie von 1952 bis 1956 wieder als Buchhalterin in einer Zeitungsredaktion arbeitete und literarisch verstummte.

## Bibliografie
- Rohelise päikese maa ('Das Land der grünen Sonne'). Tartu: Loodus 1936. 128 S.
- Öömori okaslinn ('Die Nadelstadt Öömori'). Tartu: Loodus 1936. 80 S.
- Aadi esimene armastus ('Aadis erste Liebe'). Tartu: Loodus 1937. 208 S.
- Kuidas jõuluvana leidis endale ameti ('Wie der Weihnachtsmann Arbeit fand'). Tartu: Loodus 1937. 19 S.

## Übersetzungen ins Deutsche
Ein Kinderbuch von Irma Truupõld ist auf Deutsch in Estland verlegt worden:
- Das Land der Grünen Sonne. Aus dem Estnischen von Gisela Teeäär. Gezeichnet von Roman Kivit. Tallinn: Perioodika 1985. 111 S.